# Lappula barbata
Lappula barbata là loài thực vật có hoa trong họ Mồ hôi. Loài này được (M. Bieb.) Gürke mô tả khoa học đầu tiên năm 1893.